# Air Kandis
Air Kandis is een bestuurslaag in het regentschap Empat Lawang van de provincie Zuid-Sumatra, Indonesië. Air Kandis telt 1182 inwoners (volkstelling 2010).